# Antillobisium vachoni
Espèce
Antillobisium vachoni est une espèce de pseudoscorpions de la famille des Bochicidae.

## Distribution
Cette espèce est endémique de la province de Holguín à Cuba. Elle se rencontre à Gibara dans les grottes Cueva del Guano, Cueva de los Panaderos et Cueva la Campana.

## Étymologie
Cette espèce est nommée en l'honneur de Max Vachon.

## Publication originale
- Dumitresco & Orghidan, 1977 : Pseudoscorpions de Cuba. Résultats des Expéditions Biospéologiques Cubano-Roumaines à Cuba, Institut de Speologie Emil Racovitza, vol. 2, p. 99-124.